# Argostemma ophirense
Argostemma ophirense är en måreväxtart som beskrevs av Alexander Carroll Maingay och Joseph Dalton Hooker. Argostemma ophirense ingår i släktet Argostemma och familjen måreväxter. Inga underarter finns listade i Catalogue of Life.